# 陳原道 (萬曆進士)
陳原道（？—1611年），號虚白，廣西柳州府马平县軍籍，明朝政治人物。

## 生平
萬曆二十二年（1594年）甲午科廣西鄉試第三名舉人，二十六年（1598年）戊戌科三甲三十八名進士。通政司觀政，三十一年任長沙知縣，才學優瞻，不為拘謹，細行簿書，一目五行俱下，時用不測恩威，吏民畏而懷之。三十五年调任廣東番禺县，三十七年擢官刑部主事，三十八年調户部山東司主事，三十九年提督御马草场，三十九年（1611年）辛亥夏卒于官署。妻计氏，马平人王化妻之女侄，夫殁触棺求死，遂不食，逾二日卒，孙司徒上其事，赐坊祠旌奬。

## 家族
曾祖陳源。祖陳弼，贈大理寺正。父陳度，知府。